# Леонс и Лена (награда)
Литературната награда „Леонс и Лена“ (на немски: Leonce-und-Lena-Preis), наречена на едноименната комедия на Георг Бюхнер, е учредена през 1968 г. от град Дармщат и се присъжда на всеки две години на млад поет или млада поетеса.
Наградата възлиза на 8000 €.
Наред с наградата се дават и две поощрителни отличия – всяко на стойност по 4000 € – които след 1997 г. приемат името на писателя „Волфганг Вайраух“.
Наградата „Леонс и Лена“ се смята за най-значителното отличие за млади автори в областта на лириката в немскоезичното пространство. Присъжда се в рамките на конкурса „Литературен Март“.

## Носители на наградата (подбор)
- Волф Вондрачек (1968)
- Лудвиг Фелз, Райнер Малковски (1979)
- Ула Хан (1981)
- Ханс-Улрих Трайхел (1985)
- Ян Конефке (1987)
- Курт Драверт (1989)
- Катрин Шмит (1993)
- Зилке Шойерман (2001)
- Улрике Алмут Зандиг (2012)